# Tann ZH
| ZH ist das Kürzel für den Kanton Zürich in der Schweiz. Es wird verwendet, um Verwechslungen mit anderen Einträgen des Namens Tann zu vermeiden. |

Tann ist ein Ortsteil der politischen Gemeinde Dürnten im Kanton Zürich. Sie bildete bis Ende 2009 eine autonome Zivilgemeinde.

## Geographie
Die Ortschaft liegt im Südosten der Gemeinde und grenzt unmittelbar an die Gemeinde Rüti, mit welcher die Ortschaft praktisch zusammengewachsen ist. Der Fluss Jona bildet die Grenze zwischen Tann und Rüti.

## Schulen
In der Ortschaft Tann gibt es vier Schulanlagen. Ein Unterstufenschulhaus (Bogenacker), zwei Mittelstufenschulhäuser (Tannenbühl und Blatt) und noch eine Schulanlage für die Oberstufe (Nauen).

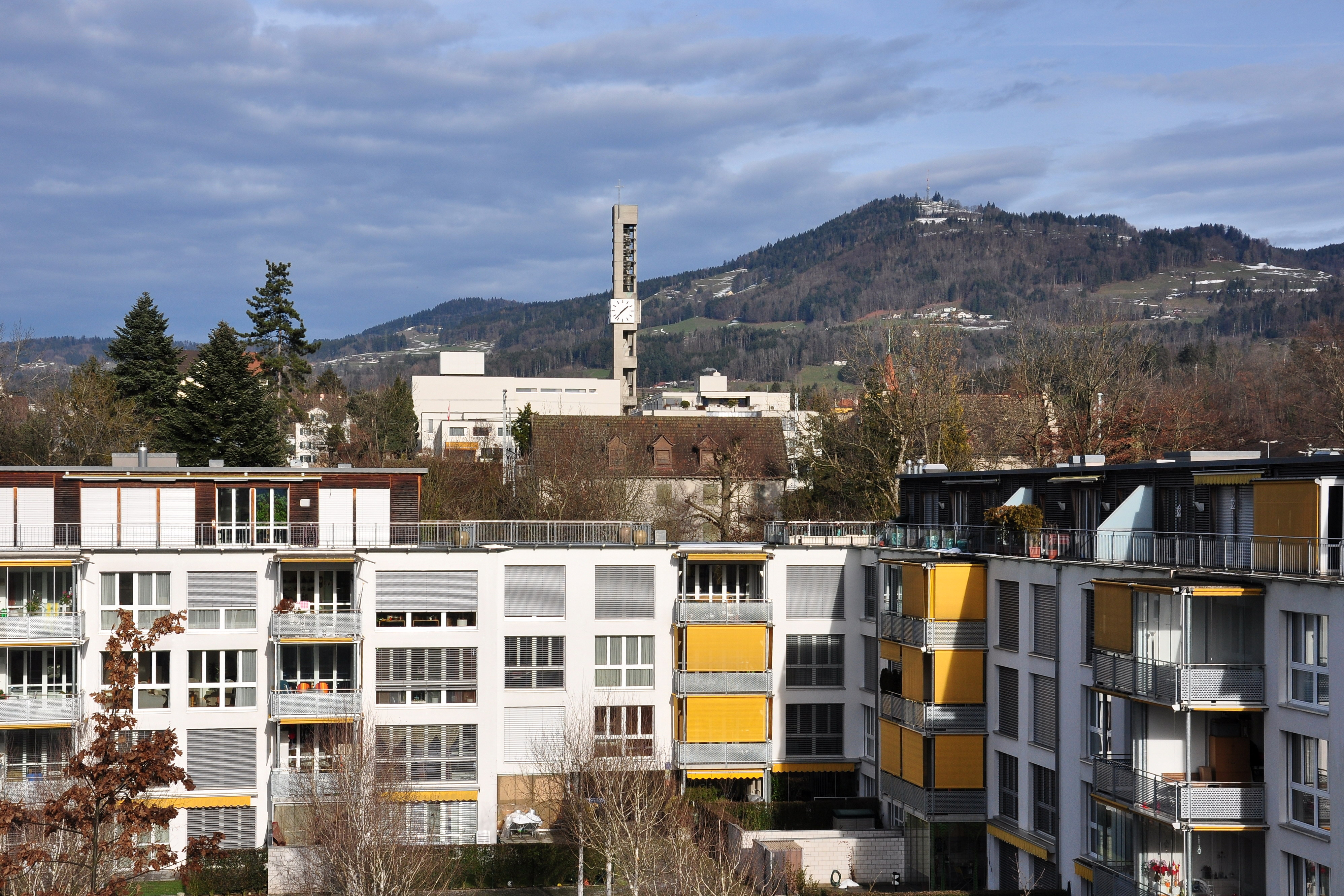
Die Kirche Hl. Dreifaltigkeit und der Bachtel, Ansicht von der Schanz in Rüti (2009)

## Kirchen
In Tann steht die Kirche Hl. Dreifaltigkeit für die römisch-katholische Pfarrei von Rüti, Dürnten und Bubikon-Dorf. Etwas östlich davon steht die Kirche der Evangelisch-methodistischen Gemeinde von Rüti-Wald-Hombrechtikon. Die Kirche für die Gläubigen der Evangelisch-reformierten Kirchgemeinde steht in Dürnten.

Historisches Luftbild aus 800 m von Walter Mittelholzer von 1925

## Persönlichkeiten
- Albert Weber (1883–1957), in Tann geborener Lehrer und Dialektologe